# Friedrich Wilhelm Carové
Friedrich Wilhelm Carové (Coblenza, 20 giugno 1789 – Heidelberg, 18 marzo 1852) è stato un filosofo tedesco.

## Biografia
Allievo di Georg Wilhelm Friedrich Hegel, conseguì il dottorato in filosofia all'Università di Heidelberg ed ebbe degli incarichi di insegnamento nelle università di Berlino e Breslavia.
Partecipò al famoso festival di Wartburg e fu membro del parlamento provvisorio tedesco del 1848.

## Pensiero
Combatté la Chiesa cattolica sostenendo un ritorno al cristianesimo evangelico e promosse una religione dell'umanità in cui si conciliassero le differenze confessionali di tutte le religioni.
Nel 2022 Klaus Vieweg ha scoperto quattromila sue pagine di appunti e trascrizioni delle lezioni che Hegel tenne all'Università di Heidelberg.

## Opere
- Friedrich Wilhelm Carové, Una storia senza fine, a cura di Mauro Cascio, Udine, Mimesis, 2023.